# Otto Staininger
Otto Staininger (* 27. August 1934 in Český Krumlov; † 26. Mai 2022) war ein österreichischer bildender Künstler und Schriftsteller.

## Leben
Otto Staininger besuchte von 1945 bis 1953 das Humanistische Gymnasium in Linz. Er studierte Zoologie an der Universität Wien und wechselte zur Bildenden Kunst. Er studierte Grafik an der Universität für künstlerische und industrielle Gestaltung Linz und an der Akademie der bildenden Künste Wien. Während des Studiums war er Hauslehrer und Übersetzer in Neugriechisch, Italienisch und Englisch. Von 1963 bis 1975 war er Redakteur beim Forum-Verlag und dann Bundesbildungsekretär im Zentralsekretariat der SPÖ. Er war von 1963 bis 1974 künstlerischer Leiter der Galerie der Jungen Generation. Von 1975 bis 1979 war er Geschäftsführer des Wiener Volksbildungswerkes. Von 1979 bis 1984 (?) war er Direktor des Wiener Künstlerhauses.
Otto Staininger war seit 1985 freiberuflicher Künstler und Ausstellungsmacher. 1996 gründete er mit Ing. Helmut Schmidt den Pro-Ergon-Verlag, später mit Profildruck Buchverlag benannt.
Otto Staininger war verheiratet, hatte zwei Kinder und lebte in Retz.

## Auszeichnungen
- 1979 Österreichisches Ehrenkreuz für Wissenschaft und Kunst
- 1982 Dimitroff-Medaille
- 1990 Berufstitel Professor

## Publikationen
- Griechische Lyrik der Gegenwart. Linz 1960.
- Signale. Ein Jahrhundert. Gedichte und Dichtung der Arbeiterbewegung Österreichs, Verlag der Wiener Volksbuchhandlung, Wien 1968.
- ERULIM. Das Eugen-Roth-und-Limerick-Sindrom oder Lebensbegleitende Gebrauchslyrik. 1992, 2. Auflage 1999.
- WiderWITZIG. Wortwitz und Karikatur um die Wende. Löcker Verlag, 1995.

Herausgeber
- Ferdinand Hanusch. Europaverlag, Wien 1973.
- Kulturlandschaft Österreich. Europaverlag, Wien 1978.
- Arena und Atelier. Aus Lothar Schörgs Skizzenbüchern. Pro Ergon Verlag, 1996.
- seit 1997 die Werke von Georg Jungwirth
- 2003 von Helmut Doyscher